# Говард Кінґсбері
Говард Кінґсбері (англ. Howard Kingsbury, 11 вересня 1904 — 27 жовтня 1991) — американський академічний веслувальник.
Олімпійський чемпіон 1924 року в складі вісімки.